# Friedrichshof (Heidesee)
Friedrichshof (Niedersorbisch: Frycowy Dwor) ist ein Gemeindeteil von Dannenreich, das wiederum ein Ortsteil der Gemeinde Heidesee in Brandenburg ist. Der Ort liegt an der Straße zwischen Friedersdorf und Königs Wusterhausen im Landkreis Dahme-Spreewald südöstlich von Berlin. Nachbarorte sind Dannenreich im Südwesten und Wenzlow im Südosten. Direkt südwestlich grenzt das Naturschutzgebiet Skabyer Torfgraben an den Ort und direkt nordwestlich verläuft die Grenze zum Landkreis Oder-Spree.

## Geschichte

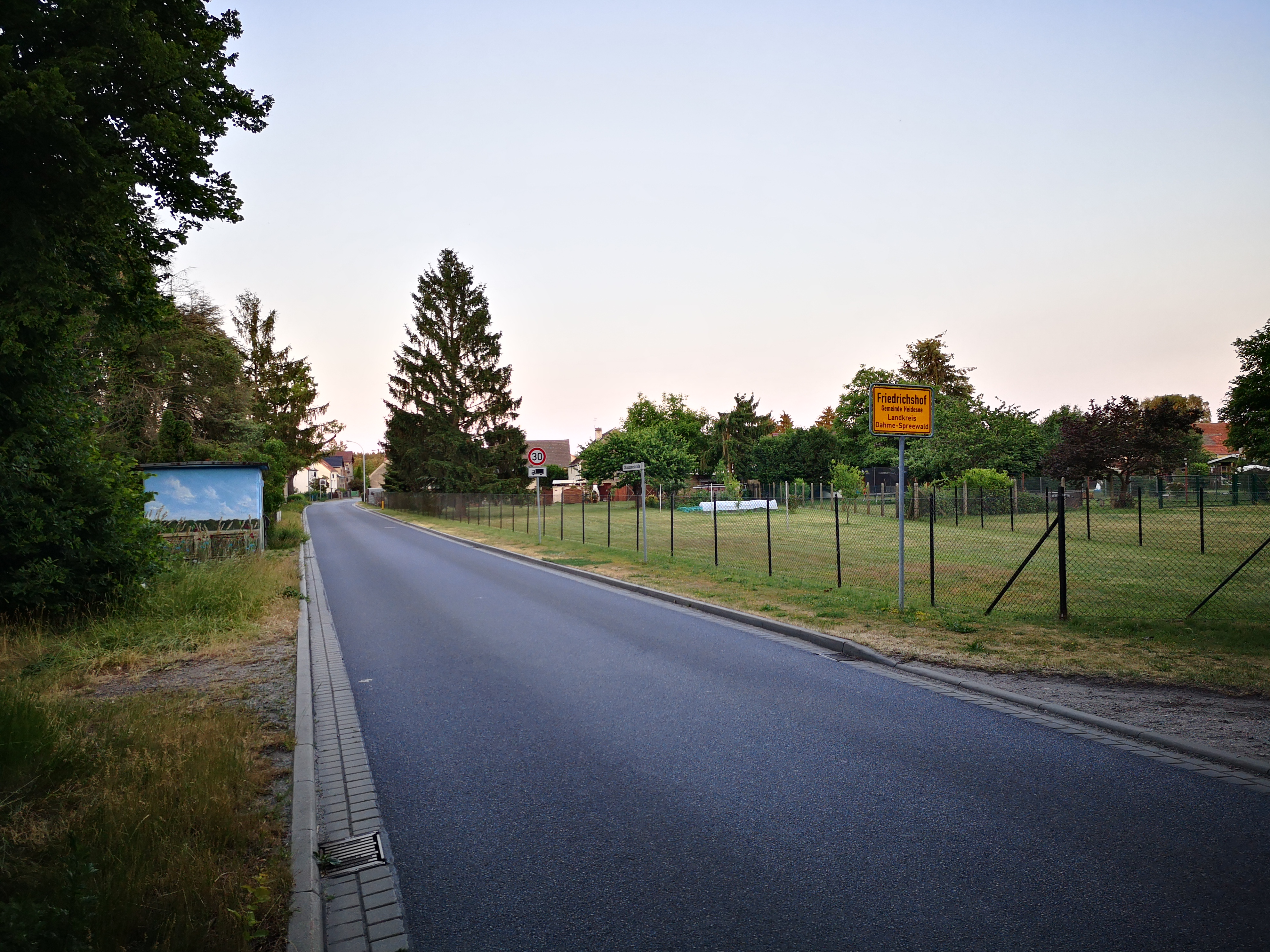
Westlicher Ortseingang Juni 2021

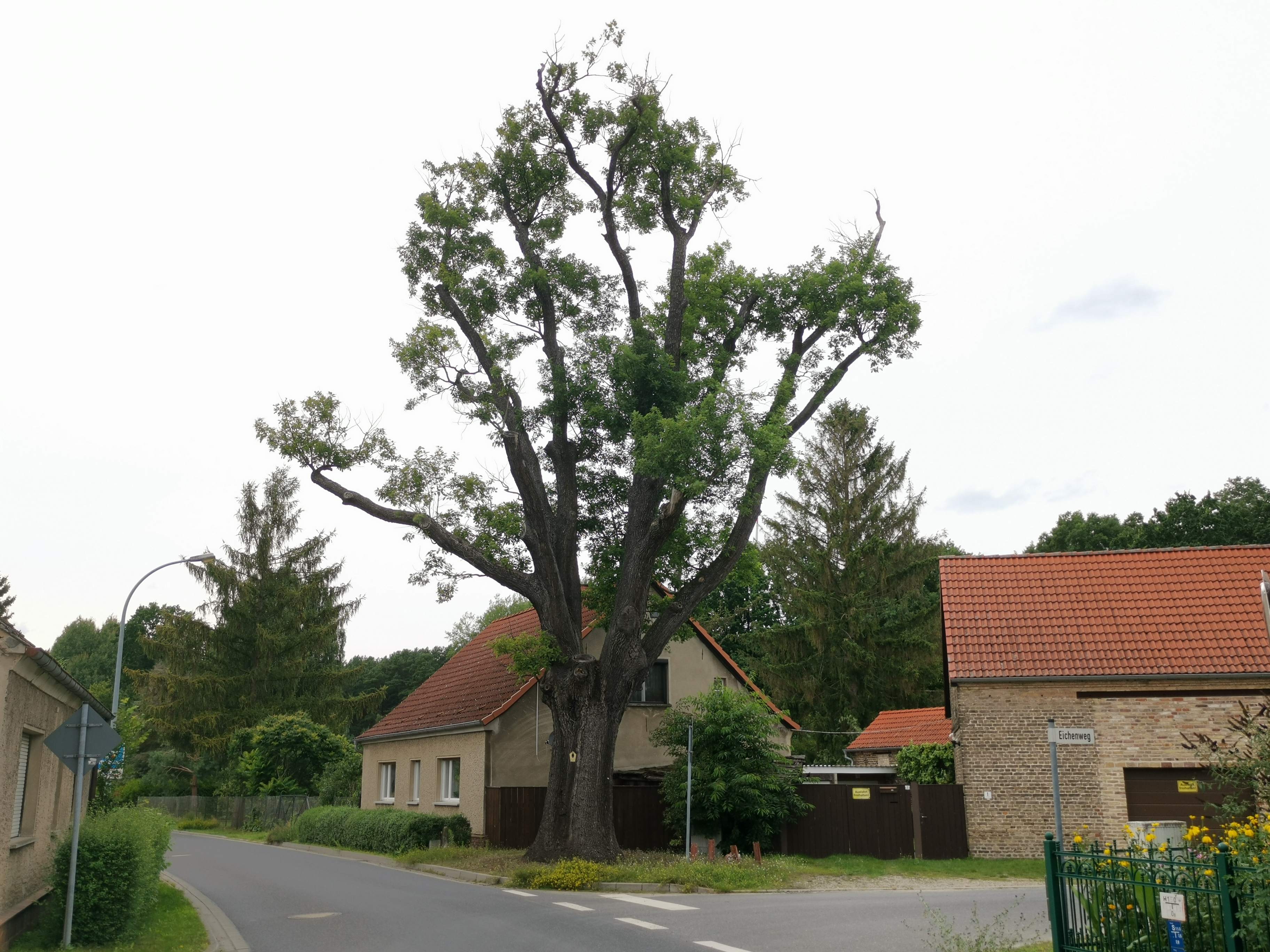
Stieleiche

Ab 1778 wurden 28 Kolonisten auf dem Gebiet des Vorwerks Wenzlow angesetzt. Sie erhielten je ein Morgen (Mg) Land und 1 Mg Wiese und betrieben vermutlich Wollspinnerei. Das Kolonistenetablissement trug zu dieser Zeit bereits den Namen Friedrichshof, allerdings war auch die Bezeichnung Neu Friedrichshof geläufig.
Der Kolonie waren 1801 keine Hufen zugewiesen; sie war mittlerweile auf 30 Einlieger angewachsen, die 28 Feuerstellen (= Haushalte) betrieben. Im Jahr 1817 erschien das Dorf mit dem Vorwerk Skaby. Friedrichshof bestand im Jahr 1837 aus 28 Wohnhäusern. Im Jahr 1858 waren es ein öffentliches, 28 Wohn- und 36 Wirtschaftsgebäude, die auf 143 Mg Fläche standen. Hiervon entfielen 108 Mg auf Acker, 32 Mg auf Wiese und 3 Mg auf Gehöfte. Um 1880 wurde Scaby, so die damalige Schreibweise, als kleines Gut bezeichnet.
Im Jahr 1900 standen im Dorf 38 Häuser, 1931 waren es 42 Wohnhäuser. Die Fläche war nun 90 Hektar (ha) groß: 57 ha Acker und Gartenland, 20 ha Wiese und 10 ha Forst. Mit der Auflösung des Gutsbezirks Wenzlow kamen im Jahr 1902 weitere 53,2 ha zur Gemeinde hinzu. Diese bestand als Landgemeinde im Jahr 1939 mit einem Wohnplatz. Es gab zu dieser Zeit drei land- und forstwirtschaftliche Betriebe, die zwischen 10 und 20 ha groß waren. Zwei waren zwischen 5 und 10 ha groß, 36 zwischen 0,5 und 5 ha. Weit vor 1930 wurde Scaby formelles Rittergut, mittlerweile 230 ha groß, und gehörte Emil Georg von Stauß, dem Manager und bekannten Banker.
Im Jahr 1960 gründete sich eine LPG Typ I mit 34 Mitgliedern und 88 ha Nutzfläche. Friedrichshof besaß im Jahr 1964 den Ortsteil Wenzlow und wurde gemeinsam mit ihm am 5. Juni 1965 nach Dannenreich eingemeindet. Seit dem 26. Oktober 2003 gehört es mit Dannenreich zur Gemeinde Heidesee.

## Bevölkerungsentwicklung
| Jahr      | 1801 | 1817          | 1837 | 1858 | 1895 | 1925 | 1939 | 1946 | 1963 | 1964 |
| Einwohner | 129  | 138 mit Skaby | 149  | 186  | 165  | 197  | 217  | 249  | 221  | 196  |

## Kultur und Sehenswürdigkeiten
- An der Straßenkreuzung Chausseestraße/Eichenweg steht eine als Naturdenkmal geschützte Stieleiche.

## Trivia
- In Scaby fand am 14. Januar 1923 die Hochzeit der Schauspielerin Mady Christians mit dem Juristen Sven von Müller, Sohn des Admirals Georg Alexander von Müller, statt.[8]

## Wirtschaft und Infrastruktur

### Wirtschaft
Im Ort sind einige Handwerksbetriebe angesiedelt.

### Infrastruktur
Die Chausseestraße (Kreisstraße 6153) verläuft durch Friedrichshof und verbindet den Ort mit Dannenreich im Südwesten und Wenzlow im Südosten. Die Buslinie 723 der RVS verbindet den Ort mit Königs Wusterhausen und Kolberg. In der Nähe befinden sich das Autobahndreieck Spreeau und die Autobahnanschlussstelle 2 der A 12 (Friedersdorf).